# Ernst Quaschning
Ernst Quaschning (* 11. April 1898 in Schönwalde bei Bernau; † 23. Januar 1973 in Schwerin) war ein deutscher SED-Funktionär und Funktionär der Vereinigung der gegenseitigen Bauernhilfe (VdgB).

## Leben
Quaschning, Sohn eines Brennermeisters, erlernte den Beruf des Maschinenschlossers. Während des Ersten Weltkrieges arbeitete er in den Flugzeugwerken in Mecklenburg. Später war er als Land- und Forstarbeiter beschäftigt. 1919 trat er der SPD und dem Mecklenburger Landarbeiterverband bei. Quaschning war zeitweise Vorsitzender der Gewerkschaft in Wandrum. Hier war er 1920 auch Gemeindevertreter und dann kurze Zeit Bürgermeister bis zur Eingemeindung in das Amt Schwerin im April 1921. Er arbeitete anschließend als Betriebsschlosser bei der Norddeutschen Holzindustrie in Schwerin und war später Angestellter des Arbeitsamtes Schwerin. 1933 wurde Quaschning von den Nationalsozialisten aus dem Amt entfernt. Er fand Arbeit als Bauarbeiter. Während des Zweiten Weltkrieges wurde Quaschning zum Kriegsdienst bei der Wehrmacht eingezogen und geriet in britische Kriegsgefangenschaft.
1945 kehrte Quaschning nach Schwerin zurück. Er wurde 1945 Mitglied der SPD und der VdgB. Von April 1946 bis 1949 war er Mitglied des SED-Landesvorstandes und Leiter der Abteilung Landwirtschaft im Landessekretariat der SED. Von September 1948 bis Oktober 1950 war er Abgeordneter des Landtages Mecklenburg. Nach dem Besuch der Parteihochschule „Karl Marx“ wirkte er von 1949 bis 1951 als Zweiter Landesvorsitzender der VdgB Mecklenburg. Von 1951 bis August 1952 war er Erster Vorsitzender bzw. Sekretär des Landesvorstandes der VdgB in Sachsen-Anhalt. Ab Dezember 1951 war er auch Mitglied des Zentralvorstandes der VdgB. 
Anschließend war er bis 1963 Leiter des Handelskontors bzw. Hauptreferent für Zucht- und Nutzvieh im Bezirk Halle und Mitglied des Kreisvorstandes Halle der Gewerkschaft Land und Forst. 1963 kehrte Quaschning nach Schwerin zurück, wurde für kurze Zeit Mitarbeiter des VEB Klement-Gottwald-Werke Schwerin und ging dann in den Ruhestand.

## Auszeichnungen
- Vaterländischer Verdienstorden in Bronze